# روبرت بيل (سياسي)
روبرت بيل (بالإنجليزية: Robert Bell)‏ هو محامي وسياسي أمريكي، ولد في 16 أغسطس 1926، وتوفي في 10 فبراير 2014. حزبياً، نشط في الحزب الجمهوري. وقد انتخب عضو مجلس نواب مينيسوتا.